# Rose Nadler
Rose Henderson egy fiktív személy a Lost című sorozatból.

## A zuhanás előtt
Rose a New York-i Bronx-ból származik. Férjét, Bernardot akkor ismerte meg, amikor beleragadt a hóba autójával, és Bernard segített neki kitolni a kocsit. Rose meghívta őt egy kávéra.
Az egyik randevújukon, Bernard váratlanul megkérte a kezét. Rose elmondta neki, hogy beteg (daganatos) és kb. 1 éven belül meg fog halni. Bernard ennek ellenére is összeházasodik Rose-zal.
A nászútjukat Ausztráliában töltik, holott Rose egy tengerparton szerette volna tölteni az időt. Később kiderül, hogy Bernard azért akart Ausztráliába menni vele, hogy elvigye egy Isaac Urulu nevű férfihez, aki már sok emberen segített. Rose nem örül neki, hogy Bernard egy „kuruzslóhoz” viszi. Isaac azt mondja Rose-nak, hogy nem tud rajta segíteni, mert nem ez a megfelelő hely a gyógyulása számára. Rose úgy dönt, nem mondja el Bernardnak, hogy nem tudott segíteni rajta, mert így Bernard anélkül fogja eltölteni vele a hátralévő időt, hogy folyton valami újjal próbálkozna Rose meggyógyulása érdekében.

## A zuhanás után
Jack megpróbálja megnyugtatni őt, és megkéri, hogy gondoskodjon magáról, mivel már hosszú ideje nem evett és nem ivott. Rose bízik benne, hogy Bernard is túlélte a zuhanást, holott ő a gép hátsó részében tartózkodott a katasztrófa bekövetkeztekor.
Amikor Hurley fel akarja robbantani a Hattyú állomás élelmiszerraktárát, Rose lebeszéli róla. Segít neki az élelmiszer-leltározásban.
Amikor meghallja a hírt, hogy vannak túlélői a farokrésznek is, és most értek ide a táborba, Rose rögtön tudja, hogy Bernard is köztük van. Oly sok idő után most végre újra átölelheti férjét. 
Bernard úgy határoz, hogy épít egy nagy S.O.S. jelet a tengerpartra, de Rose nem támogatja ebben. Már elege van abból, hogy Bernard folyton „tenni akar valamit”. Aznap, elmondja Bernardnak, hogy Isaac nem tudta meggyógyítani, de a szigeten már nem érzi a daganat helyét. Bernard abbahagyja a jel építését, és megígéri Rose-nak, hogy ha ő is úgy akarja, örökké itt maradhatnak a szigeten.